# Akaki Tabutsadze

a Compétitions nationales et continentales officielles uniquement.

b Matchs officiels uniquement.
Dernière mise à jour le 17 mars 2025.
Akaki Tabutsadze (en géorgien : აკაკი ტაბუცაძე), né le 19 août 1997 à Tbilissi (Géorgie), est un joueur international géorgien de rugby à XV qui évolue au poste d'ailier.
Il est le meilleur marqueur d'essais de l'histoire de l'équipe de Géorgie.

## Biographie
Akaki Tabutsadze naît le 19 août 1997 à Tbilissi en Géorgie. Durant sa jeunesse, il joue tout d'abord au football pendant six ans, évoluant au poste d'ailier au FC Saburtalo, il arrête ce sport à treize ans. Trois ans plus tard, il commence le rugby à XV au sein des Lelo Saracens.
En 2015, à dix-huit ans, il commence sa carrière sénior au sein des Lelo Saracens en Didi 10,. Avec ce club, il remporte deux fois le championnat en 2015 et 2016.
Il participe au championnat du monde junior de rugby à XV 2017 en Géorgie avec la sélection géorgienne des moins de 20 ans. Puis dans la foulée, il est intégré à l'équipe de Géorgie de rugby à sept qui participe aux Seven's Grand Prix Series 2017. Il est de nouveau convoqué l'année suivante. Dans la foulée, il est convoqué avec la Géorgie XV, pour un tournoi d'été regroupant le Racing 92, l'Argentine XV et le Brésil.
Début 2020, il est appelé pour la première fois avec l'équipe de Géorgie de rugby à XV, pour une confrontation face à l'Espagne. De nouveau convoqué pour la match suivant face à la Belgique, il y inscrit un quadruplé. Il est par la suite inclus dans l'effectif qui dispute la Coupe d'automne des nations, où il ne marque aucun point.
En 2021, il intègre la franchise géorgienne de Black Lion qui évolue en Rugby Europe Super Cup. En club, il doit quitter les Lelos qui n'ont pas choisi de le retenir parmi leurs quatre joueurs de Black Lion. Il rejoint le promu, le RC Kazbegi.
En mars 2023, lors de la finale du Championnat d'Europe contre le Portugal il inscrit un doublé contribuant à la victoire 38 à 11 de son équipe et il devient également co-recordman du nombre d'essais inscrits en équipe de Géorgie, avec Mamuka Gorgodze, avec vingt-sept réalisations en seulement vingt-huit matchs,.
Pendant l'été suivant, il devient le seul meilleur marqueur de la sélection avec deux nouveaux essais contre la Roumanie et les États-Unis.
En mars 2024, il remporte le Championnat d'Europe, une nouvelle fois contre le Portugal, en inscrivant un doublé lors de la victoire 36 à 10 en finale de la compétition.
L'année suivante, en mars 2025, il marque un triplé lors de la finale du Championnat d'Europe contre l'Espagne et atteint les 50 essais internationaux en 51 capes. La Géorgie s'impose 46 à 28 et remporte son huitième Championnat d'Europe d'affilée.

## Statistiques en sélection nationale
Akaki Tabutsadze compte 51 capes, toutes en tant que titulaire, en équipe de Géorgie depuis sa première sélection le 9 février 2020 contre l'Espagne. Il inscrit 50 essais, 250 points.

## Palmarès

### En club/franchise
- Vainqueur du Didi 10 en 2015 et 2016 avec les Lelo Saracens.
- Vainqueur de la Rugby Europe Super Cup en 2021-2022, 2022, 2023 et 2024 avec Black Lion.

### En sélection nationale
- Vainqueur du Championnat d'Europe en 2020, 2021, 2022, 2023, 2024 et 2025 avec l'équipe de Géorgie.

### Distinctions individuelles
- Meilleur marqueur du Championnat d'Europe en 2020 (5 essais), 2022 (6 essais), 2023 (8 essais), 2024 (7 essais) et 2025 (9 essais).
- Meilleur marqueur de la Rugby Europe Super Cup en 2022 (8 essais).
- Meilleur marqueur de l'histoire de l'équipe de Géorgie (50 essais au 17 mars 2025).
- Meilleur marqueur de l'histoire du Championnat d'Europe (40 essais au au 17 mars 2025).
- Meilleur marqueur de l'histoire de la Rugby Europe Super Cup (16 essais au 18 mars 2024).